# Lepidiota alticalceus
Lepidiota alticalceus är en skalbaggsart som beskrevs av Peter Geoffrey Allsopp 1989. Lepidiota alticalceus ingår i släktet Lepidiota och familjen Melolonthidae. Inga underarter finns listade i Catalogue of Life.